# Kommunistische Partei Polens (1965–1996)
Die Kommunistische Partei Polens war eine illegale Partei in der Volksrepublik Polen, die sich in der Tradition der 1918 bis 1938 bestehenden Kommunistischen Partei Polens sah.
1965 gründete der polnische Maoist Kazimierz Mijal die illegale Kommunistische Partei Polens. Sie entfaltete eine breite Tätigkeit und war so etwas wie die innerparteiliche Opposition in der Polnischen Vereinigten Arbeiterpartei. Nach einer Reihe von Festnahmen von Spitzenfunktionären verließ Kazimierz Mijal das Land und ging nach Albanien, wo er mittels Radio Tirana Programme auf Polnisch sendete. Als er mit Enver Hoxha in Konflikt geriet, verließ er Albanien und reiste 1978 nach China aus. Im Jahre 1983 kehrte er nach Polen zurück. Formal bestand die KPP bis 1996, praktisch jedoch war sie nicht mehr tätig.